# NGC 723
NGC 723 este o emission-line galaxy⁠(d) situată în constelația Balena. A fost descoperită în 26 octombrie 1785 de către William Herschel. Se află la o distanță de 18,88 megaparseci de Pământ.